# Maria Borges
Maria Borges, född 28 oktober 1992 i Luanda, Angola, är en modell. År 2017 var hon global ambassadör för L'Oreal Paris. Vid flera tillfällen har hon deltagit på  Victoria's Secrets modevisningar. Hon har även representerat Balmain, Etro, Dior, Gap, Oscar de la Renta, Tom Ford och Zac Posen.

## Biografi
Borges var föräldralös och uppfostrade av sina syskon under inbördeskriget i Angola. Hon arbetade på en stormarknad innan hon gjorde karriär som modell. Hon uppmärksammades 2010 på hennes födelseort och kort därefter slutade hon på andra plats i tävlingen Elite Model Look.